# Kõrkküla (Aseri)
Koordinaten: 59° 26′ N, 26° 56′ O

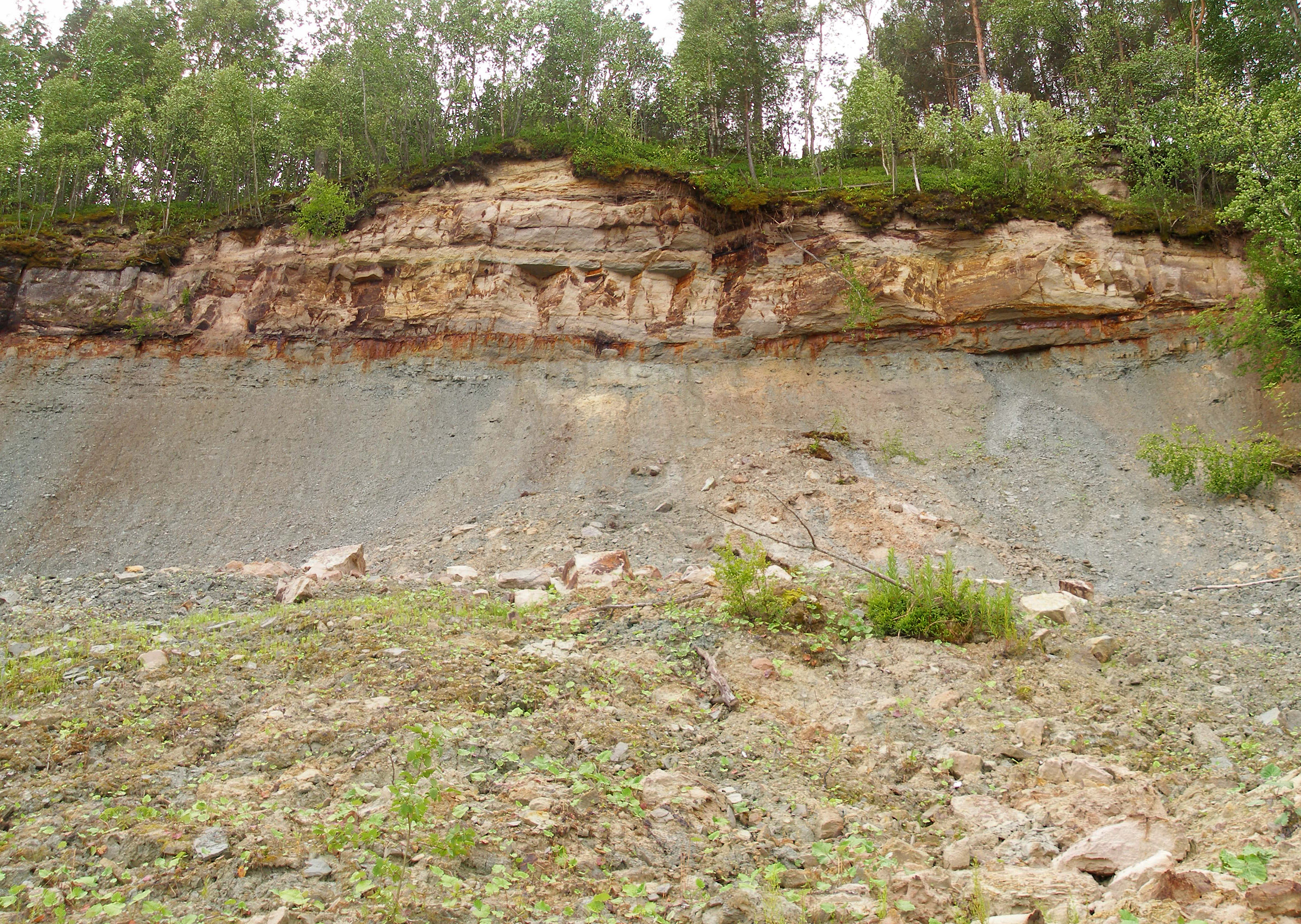
Klint bei Kõrkküla

Kõrkküla ist ein Dorf (estnisch küla) in der Landgemeinde Aseri (Aseri vald). Es liegt im Kreis Ida-Viru (Ost-Wierland) im Nordosten Estlands am Finnischen Meerbusen.

## Beschreibung und Geschichte
Das Dorf hat 40 Einwohner (Stand 2011). Über den Klint bei Kõrkküla haben Naturliebhaber einen weiten Blick über die Ostsee.
Kõrkküla liegt an der wichtigen Verbindungsstraße zwischen der estnischen Hauptstadt Tallinn und der Grenzstadt Narva. Am Wegesrand steht ein historisches Steinkreuz. Es erinnert an den russischen Bojaren Wassili Rosladin, der dort 1590, in einem Gefecht während des Livländischen Kriegs, seinen Tod fand.